# Greeley (Colorado)
Greeley es una ciudad ubicada en el condado de Weld en el estado estadounidense de Colorado. En el Censo de 2010 tenía una población de 92 889 habitantes y una densidad poblacional de 768,79 personas por km².

## Geografía

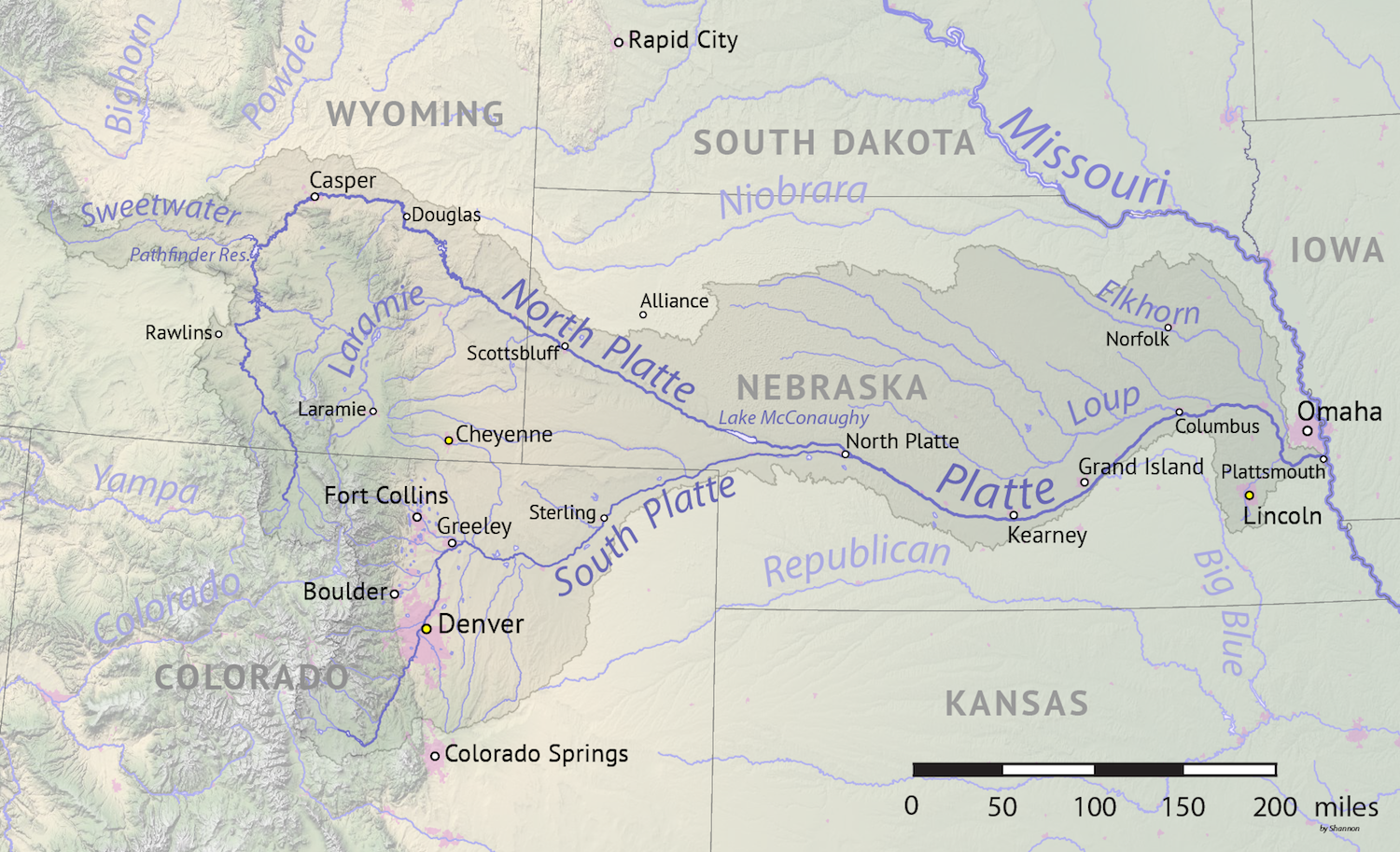
Mapa del río Platte en el que aparece —a la izquierda— Greeley

Greeley se encuentra ubicada en las coordenadas 40°24′52″N 104°46′17″O / 40.41444, -104.77139, a la orilla del río Platte Sur, cabecera del río Platte, afluente del Misisipi. Según la Oficina del Censo de los Estados Unidos, Greeley tiene una superficie total de 120.83 km², de la cual 120.56 km² corresponden a tierra firme y (0.22%) 0.26 km² es agua.

## Demografía
Según el censo de 2010, había 92 889 personas residiendo en Greeley. La densidad de población era de 768,79 hab./km². De los 92 889 habitantes, Greeley estaba compuesto por el 79.11% blancos, el 1.66% eran afroamericanos, el 1.18% eran amerindios, el 1.34% eran asiáticos, el 0.12% eran isleños del Pacífico, el 13.19% eran de otras razas y el 3.4% pertenecían a dos o más razas.  Del total de la población el 36% eran hispanos o latinos de cualquier raza.